# Lista de Membros Correspondentes da Academia Brasileira de Ciências Empossados em 1980
Esta lista contém os nomes dos membros correspondentes da Academia Brasileira de Ciências empossados em 1980. 
| Imagem | Nome                  | Datas de nascimento e falecimento | Local de nascimento | Área de especialização | Alma mater                    | Data de posse       | Conhecido por | Referências |
| ------ | --------------------- | --------------------------------- | ------------------- | ---------------------- | ----------------------------- | ------------------- | ------------- | ----------- |
|        | Jacques P. Cassedanne | 11 de setembro de 1928            | Paris, França       | Ciências da Terra      | Sorbonne Université, França   | 08 de abril de 1980 |               | [ 2 ]       |
|        | Waldemar Adam         | 26 de julho de 1937               | Ucrânia             | Ciências Químicas      | Universidade de Illinois, EUA | 08 de abril de 1980 |               | [ 3 ] [ 4 ] |